# L'Osservatore Cattolico
L'Osservatore Cattolico fu un quotidiano d'ispirazione cattolica pubblicato a Milano dal 1864 al 1907. Fu diretto da Davide Albertario.

## Storia

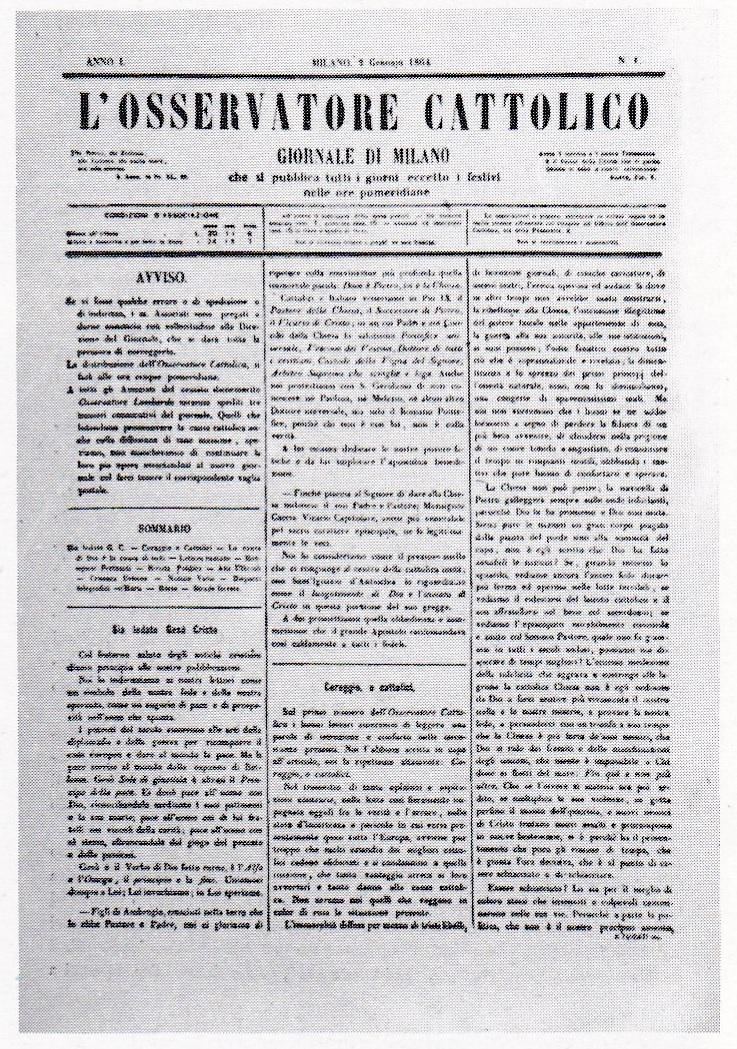
«L'Osservatore Cattolico» anno I, N. 1 (2 gennaio 1864).

Dopo la fondazione del Regno d'Italia (1861), nella Chiesa di Milano si avvertì la necessità di un giornale che sostenesse i diritti del Pontificato e comunicasse la posizione della Chiesa in tutta la Lombardia.
Nell'estate del 1863 Caccia Dominioni, vicario dell'arcidiocesi, promosse la fondazione di un giornale cattolico nella metropolia, sull'esempio de «L'Armonia» che Giacomo Margotti aveva fondato a Torino. Sotto i suoi auspici, il giornale fu fondato da monsignor Giuseppe Marinoni (superiore dell'Istituto delle missioni estere di Milano), e don Felice Vittadini (professore di dogmatica nel seminario milanese). Essi furono sia proprietari che gerenti responsabili. Il primo numero dell'«Osservatore Cattolico» uscì il 2 gennaio del 1864.
Sotto il titolo figurava una frase di Sant'Ambrogio: Ubi Petrus ibi Ecclesia: ubi Ecclesia, ibi nulla mors sed vita æterna («Dove c'è Pietro ivi è la Chiesa, dove la Chiesa è, non c'è morte, ma la vita eterna»). Nel luglio 1869 fu chiamato a collaborare don Davide Albertario. Dal 1º gennaio 1873 direzione e proprietà del quotidiano passarono alla terna costituita da don Albertario, don Carlo Locatelli e don Enrico Massara, con il primo in posizione preminente.
L'arcivescovo di Milano, Nazari di Calabiana, conciliatorista, osteggiò a lungo la posizione del giornale. Ad esempio, l'arcivescovo giudicò positivamente la legge delle Guarentigie come espressione del principio “Libera chiesa in libero stato”, mentre l'Albertario la considerava “un piatto di lenticchie” offerto al Papa. Oltre all'arcivescovo di Milano, anche il vescovo di Cremona, Bonomelli criticò il quotidiano per le sue posizioni, definite “intransigenti”, ma Papa Pio IX confermò il suo appoggio alla linea di Albertario.
Ispirato dal motto "col Papa e per il Papa", Albertario condusse campagne a favore della libertà d'insegnamento, per l'indipendenza politica della Santa Sede e contro l'anticlericalismo di stato. Quando il 9 gennaio 1878 morì Vittorio Emanuele II, don Albertario scrisse un articolo al vetriolo contro il sovrano, giudicandolo nemico della libertà religiosa. L'arcivescovo di Milano pretese la chiusura del quotidiano. Ma Albertario ottenne un'udienza dal pontefice, che di lì a pochi giorni (17 gennaio) inviò un Breve di elogio dell'Osservatore. Nello stesso anno 1878 morì anche Pio IX. Il nuovo papa, Leone XIII (1878-1903) non prestò le stesse attenzioni al quotidiano milanese del suo predecessore. I nemici dell'Osservatore Cattolico trovarono più coraggio e in alcuni casi adirono le vie legali, trascinando in tribunale il direttore, don Albertario.
Nel 1887 Davide Albertario e i suoi collaboratori furono condannati per ingiurie a mezzo stampa per una querela presentata dall'abate Antonio Stoppani, liberale e conciliatorista. Tutti gli imputati furono reputati responsabili dei danni morali e condannati a pagare in solido 10.000 lire allo Stoppani, e altre 4.000 lire come parte civile per le spese di giudizio. L'entità delle multe minò la sopravvivenza stessa del giornale. Albertario decise di avviare una raccolta fondi presso i propri lettori. Il 23 febbraio 1888 fu emessa la sentenza d'appello. Anch'essa fu sfavorevole al giornale. Agli imputati furono addebitate nuovamente le spese processuali. Per pagarle, fu costretto a chiudere i periodici collaterali all'Osservatore («Rivista», «Il Popolo Cattolico» e il «Leonardo da Vinci»).
Appena due settimane dopo l'Osservatore ottenne una rivincita morale: il 7 marzo la Santa Sede sanciva la condanna definitiva delle tesi rosminiane (decreto Post obitum). Nel 1889 la rivista di Stoppani, «Il Rosmini», fu messa all'Indice.

Arresto di Davide Albertario durante i Moti del 1898.

Dopo la vicenda Stoppani, non furono più intentate cause legali contro l'Osservatore. Però negli anni successivi emersero nuove difficoltà nel reperire regolari finanziamenti. Nel 1890 don Albertario dovette mettere in vendita i pochi mobili che aveva nel suo appartamento di Milano per salvare il giornale dalla chiusura. Nello stesso periodo Massara, che aveva condiviso per anni le sorti del giornale, compì un voto che da tempo accarezzava facendosi gesuita. Don Albertario rimase così il solo responsabile redazionale e amministrativo dell'Osservatore. Decise allora di fare entrare in redazione forze fresche: Filippo Meda (1894), Angelo Mauri, Paolo Arcari nonché il teologo Ernesto Vercesi. I nuovi entrati spostarono l'Osservatore su posizioni democratico-cristiane, cioè favorevoli alla partecipazione alle elezioni, pur in obbedienza alla Santa Sede.
Nel maggio 1898, dopo i Moti di Milano (l'insurrezione repressa con le cannonate dal generale Bava Beccaris), Davide Albertario fu arrestato e condannato a tre anni di carcere in quanto ritenuto uno dei fomentatori. Filippo Meda, primo degli allievi di don Albertario, lo sostituì alla direzione. Dopo un anno di detenzione uscì dal carcere (maggio 1899). Ritornò alla direzione ma, debilitato fisicamente, nel 1901 lasciò definitivamente il giornale a Meda. 
Nel 1907, nella nuova fase aperta dall'attenuazione del non expedit, l'Osservatore Cattolico fu condotto alla fusione con la conciliatorista «Lega Lombarda», dando così vita a «L'Unione».

## Direttori
- Giuseppe Marinoni e Felice Vittadini (dal 2 gennaio 1864 al 31 dicembre 1872)
- Davide Albertario, Carlo Locatelli e don Enrico Massara (dal 1º gennaio 1873 al 1886)
- Davide Albertario e Enrico Massara (dal 1886 al 1894)
- Davide Albertario (dal 1894 al maggio 1898)
- Filippo Meda (maggio 1898 - maggio 1899)
- Davide Albertario (maggio 1899 - settembre 1901)
- Filippo Meda (settembre 1901 - settembre 1907)